# Organisme gouvernemental (Québec)
Les organismes divers d'administration centrale du Québec sont une catégorie d'organismes publics, au sens de la comptabilité nationale, qui regroupe des organismes auxquels l'État a donné une compétence fonctionnelle spécialisée au niveau national. Contrôlés et financés majoritairement par l'État, ces organismes ont une activité principalement non marchande.

## Notion
Dans les concepts de la comptabilité nationale, les administrations publiques ont pour fonction principale de fournir des services non marchands et leurs ressources principales proviennent des prélèvements obligatoires.
Ces administrations publiques sont divisées en :
- Administrations publiques centrales, qui regroupent :
  - l'État et ses ministères, ainsi que;
  - les organismes divers d'administration centrale;
- Administrations territoriales, qui regroupent :
  - les collectivités territoriales, et;
  - les organismes divers d'administration territoriale, tels que, au Québec, les centres locaux de développement (CLD) et les sociétés de développement commercial (SDC);
- Administrations de sécurité sociale, qui regroupent :
  - les régimes d'assurance sociale, et;
  - les organismes dépendant des assurances sociales.

Les organismes divers d'administration centrale regroupent, au Québec, des organismes de statut juridique varié – souvent des établissements publics – en général dotés de la personnalité juridique, auxquels l'État a confié une compétence fonctionnelle, spécialisée, au niveau national. Ils sont financés ou contrôlés majoritairement par l'État, et l'essentiel de leur activité est non-marchande; ce sont généralement des organismes de régulation.

## Les organismes divers d'administration centrale par domaines

### L'action économique
- Agence de l'efficacité énergétique
- Autorité des marchés financiers (AMF)
- Bureau de décision et de révision en valeurs mobilières
- Caisse de dépôt et placement du Québec
- Commissaire au lobbyisme
- Conseil consultatif de Régie administrative
- Directeur général des élections
- Organisme d'autoréglementation du courtage immobilier du Québec (OACIQ)
- Régie de l'énergie
- Régie des alcools, des courses et des jeux
- Tribunal administratif
- Vérificateur général

### La culture
- Commission des biens culturels
- Commission de toponymie
- Conseil des arts et des lettres
- Conseil du statut de la femme
- Conseil supérieur de la langue française
- Office québécois de la langue française (OQLF)
- Régie du cinéma
- Société de développement des entreprises culturelles (SODEC)

### L'enseignement et la recherche
- Bibliothèque et Archives nationales du Québec (BAnQ)
- Conseil supérieur de l'éducation
- Conservatoire de musique et d'art dramatique
- Institut de la statistique
- Musée d'art contemporain de Montréal
- Musée de la civilisation
- Musée national des beaux-arts du Québec

### Les interventions sociales
- Commission des droits de la personne et des droits de la jeunesse
- Protecteur du citoyen
- Sûreté du Québec (SQ)

### Le logement
- Société d'habitation du Québec
- Régie du logement
- Régie du bâtiment

### La santé
- Bureau des projets Centre hospitalier de l’Université de Montréal (CHUM), Centre universitaire de santé McGill (CUSM) et CHU Sainte-Justine
- Comité pour la prestation des services de santé et des services sociaux aux personnes issues des communautés ethnoculturelles
- Comité provincial pour la prestation des services de santé et des services sociaux en langue anglaise
- Commissaire à la santé et au bien-être
- Corporation d'hébergement du Québec
- Institut national de santé publique du Québec
- Institut national d'excellence en santé et en services sociaux (INESSS)
- Office des personnes handicapées du Québec

### Les transports
- Commission des transports